# Бороля
Бороля (рум. Borolea) — село у повіті Ботошані в Румунії. Входить до складу комуни Хенешть.
Село розташоване на відстані 397 км на північ від Бухареста, 35 км на північний схід від Ботошань, 98 км на північний захід від Ясс.

## Населення
За даними перепису населення 2002 року у селі проживали 409 осіб, усі — румуни. Усі жителі села рідною мовою назвали румунську.